# Erika (inslagkrater)
Erika is een inslagkrater op de planeet Venus. Erika werd in 1985 genoemd naar Erika, een Hongaarse en Duitse meisjesnaam.
De krater heeft een diameter van 10,5 kilometer en bevindt zich in het quadrangle Atalanta Planitia (V-4) tussen Lukelong Dorsa en Sinanevt Dorsa.